# Disgèusia
La disgèusia, també coneguda com a paragèusia, és una distorsió del sentit del gust. La disgèusia també s'associa sovint amb l'agèusia, que és la completa falta de gust i la hipogèusia, que és una disminució de la sensibilitat del sabor. Una alteració del gust o de l'olfacte pot ser un procés secundari en diversos estats de malaltia, o pot ser el símptoma principal. Quan la distorsió en el sentit del gust és l'únic símptoma, el diagnòstic sol ser complicat, ja que el sentit del gust està unit a altres sistemes sensorials. Les causes més freqüents de disgèusia inclouen la quimioteràpia, el tractament de l'asma amb albuterol i la deficiència de zinc. Diferents fàrmacs també podrien ser responsables d'alterar el sabor i produir la disgèusia. A causa de la varietat de causes de disgèusia, hi ha molts tractaments possibles que són eficaces per alleujar o acabar els símptomes de la disgèusia. Aquests inclouen saliva artificial, pilocarpina, suplements de zinc, canvis en la teràpia farmacològica i l'àcid alfa lipoic.